# Alfonso Pérez de Guzmán y Castilla
Alfonso Pérez de Guzmán y Castilla (1380-¿?). Hijo de los primeros condes de Niebla, Juan Alonso Pérez de Guzmán y Beatriz de Castilla y nieto del rey Enrique II de Castilla y de Beatriz Ponce de León.

## Orígenes familiares
Fue hijo legítimo de los primeros condes de Niebla y nieto del rey Enrique II de Castilla y de Beatriz Ponce de León. Por parte materna fueron sus bisabuelos el rey Alfonso XI de Castilla y de Leonor de Guzmán. Por parte paterna era bisnieto del famoso Guzmán el Bueno alcaide de Tarifa, así como hermano de Enrique Guzmán y Castilla, II Conde de Niebla.

## Biografía
Nacido en Niebla en 1380, fue el segundo varón del matrimonio celebrado alrededor de 1370 o 1371 de Beatriz de Castilla y Juan Alonso Pérez de Guzmán y Osorio, III señor de Sanlúcar de Barrameda y I conde de Niebla, al elevarse el título de su señorío como regalo de boda por el padre de la contrayente. Heredó de su padre el legado del señorío fusionado de señor de Ayamonte, Lepe y Redondela como decía su testamento en 1396. Mientras vivió su madre y su hermano Enrique de Guzmán, nadie cuestionó su derecho a su herencia, tras ser señor muchos años casi con absoluta autoridad, fue con el III conde de Niebla su sobrino cuando empezaron a surgir roces jurisdiccionales y acabaron en lucha abierta entre tío y sobrino, terminando con una serie de luchas en las que llegaron a fallecer hasta los hijos varones de él, tras apresarle su sobrino, entabló un pleito legal que acabaron dando la razón al conde en 1444, que alcanzaba el título ducal curiosamente casi a la vez en 1445. Su señorío terminaba siendo de 1396 a 1444, pese a que hacía años que su sobrino controlaba ya todas sus tierras.

## Matrimonio y sucesión
Del matrimonio de Alfonso Pérez de Guzmán Castilla con Mencía Figueroa, de la casa de Feria, el 24 de noviembre de 1399 se celebraron los desposorios, a la par que su hermano mayor con la hija de Lorenzo I Suárez de Figueroa, maestre de la Orden de Santiago, y de su segunda mujer María de Orozco, III señora de Escamilla y Santa Olalla, aunque la boda por diversos problemas no tuvo lugar hasta marzo de 1405 en Llerena. Llevó en dote las carnicerías y tiendas, la casa del Alhóndiga de Santa Olalla, así como joyas y dinero de la legítima de su madre que ya había fallecido. Nacieron varios hijos del matrimonio:
- Enrique Lorenzo de Guzmán, capitán de armas de Ayamonte.
- Alfonso Pérez de Guzmán, capitán de armas de Lepe.
- Urraca Pérez de Guzmán, con su primo Juan Alonso el duque de Medina Sidonia tuvo dos hijos, Lorenzo nacido hacia 1445, clérigo de profesión y el mayor conocido como Juan Urraco de Guzmán "El Bueno", capitán de armas.
- Teresa Pérez de Guzmán.